# Methanosarcina barkeri
A Methanosarcina barkeri a Methanosarcinaceae családba tartozó metántermelő Archaea faj. Az archeák – ősbaktériumok – egysejtű, sejtmag nélküli prokarióta szervezetek.

## Leírása
A Methanosarcina nem legalapvetőbb faja, és a tulajdonságai általában megegyeznek a nem többi tagjának tulajdonságaival.
A metánt különböző anaerob anyagcsereutakon képes termelni. Az ATP termelésére különféle molekulákat használ fel, például metanolt, acetátot, metilamint, hidrogént és szén-dioxidot. Bár lassan fejlődik és érzékeny a környezeti feltételek változására, növekedéséhez különböző szubsztrátokat képes felhasználni Benne fedezték fel először a pirrolizin nevű aminosavat.
A Fusaro-törzset a Nápoly melletti Lago del Fusaro édesvízű tó iszapmintájában fedezték fel. Az M. barkeri a szarvasmarha bendőjében is él, ahol más mikrobákkal közösen emésztik meg a cellulózt és más poliszacharidokat. Megtalálható továbbá a szennyvízben, a hulladéklerakókban, és egyéb édesvízi rendszerekben. Karéjos gömb alakú. Szervezetlen halmazokat alkot, amelyek elég nagyra nőnek ahhoz hogy szabad szemmel is láthatóak legyenek. A sejtjei is nagyra nőnek. Gram-pozitív. Sejtfala vastag, sejtmembránja rövid lipidekből áll és hasonló szerkezetű a metanogének többségének sejtmembránjához. A Fusaro törzsének nincs ostora, de gáztartalmú vezikulumok létrehozásával képes mozogni. A gázvezikulumokat eddig csak hidrogén és szén-dioxid jelenlétében figyelték meg, valószínűleg a hidrogénkoncentráció változására adott reakcióként. Az M. barkeri kromoszómája kör alakú és meglehetősen nagy, amire szüksége is van, figyelembe véve az általa metabolizált szénvegyületek nagy számát. Alkalmazkodóképessége előnyt biztosít az egyébként mozgásképtelen fajnak. Kromoszómáján kívül rendelkezik egy cirkuláris, 26 gént tartalmazó plazmiddal is.

## Alkalmazásai és jelentősége
A számos szénvegyületet metabolizálni képes anaerob metanogén Methanosarcina barkeri-nek a jövőben számos biotechnológiai és környezetvédelmi felhasználása lehetséges. Extrém anaerob, képes megélni a tehénbendő szinte teljesen oxigénmentes környezetében is. Mésrészről a tehenek által termelt metángáz miatt szerepet játszhat az üvegházhatású gázok felhalmozódásában. Ugyanakkor mivel képes túlélni szélsőséges körülmények között és alacsony pH-jú környezetben hatékonyan semlegesíti a környezet savasságát, ezáltal hozzájárul más metanogének elterjedéséhez az alacsony pH-jú ökoszisztémákban, ami lehetővé tenné hogy az emberek hasznosítsák a hulladéklerakókban vagy tehénürülékben keletkező tiszta metánt. Az M. barkeri tulajdonságai hasznosnak bizonyulhatnak az alternatív energiaforrások kutatásában.

## Fordítás
- Ez a szócikk részben vagy egészben  a   Methanosarcina barkeri című angol Wikipédia-szócikk ezen változatának fordításán alapul.  Az eredeti cikk szerkesztőit annak laptörténete sorolja fel. Ez a jelzés csupán a megfogalmazás eredetét és a szerzői jogokat jelzi, nem szolgál a cikkben szereplő információk forrásmegjelöléseként.